# Szymocin
Szymocin (niem. Simbsen) – wieś w Polsce położona w województwie dolnośląskim, w powiecie polkowickim, w gminie Grębocice.

## Podział administracyjny
W latach 1975–1998 miejscowość administracyjnie należała do województwa legnickiego.

## Położenie
Wieś położona na obszarze równiny Grębocickiej.

## Historia
W roku 1282 wieś została wymieniona jako Zamoczino, ale nazwa ta z biegiem czasu się zmieniała.

## Zabytki
Do wojewódzkiego rejestru zabytków wpisany jest:
- kościół filialny pw. Podwyższenia Krzyża Świętego, z 1600 r.; świątynia wraz z wyposażeniem należy do najciekawszych dzieł sztuki Północnego Dolnego Śląska. Kościół w Szymocinie wzmiankowano już w 1376 r. Obecny wzniesiono około 1600 r. wraz z kaplicą, kruchtą i bramą na zrębach budowli gotyckiej z XIV w. Ściany kościoła oraz bramę pokryto sgraffitami (część z nich zachowana do dziś). Przebudowa miała miejsce w 1717 (data - chronostych we wnętrzu kościoła), a remonty w 1930 i 1957 r. W czasie wojny kościół stracił dach namiotowy wieży, który zrekonstruowany został w 2005 roku. Świątynia od XVI w. do około 1650 roku należała do ewangelików. Kościół założono na planie salowym z wieżą od zachodu i kaplicą przy prezbiterium. Nawę przykrywa sklepienie kolebkowe z lunetami. Elewację kaplicy pokrywają roślinne motywy sgraffitowe, a kruchtę i bramę zrobione w tej technice łańcuchy. Wnętrze kryje niezwykle bogate wyposażenie pochodzące z różnych epok. Ze średniowiecza pochodzi tryptyk św. Rodziny z początku XVI w. oraz gotyckie figury z innego ołtarza. Sztukę protestancką – renesansową przedstawia potężny zespół ponad 20 nagrobków pochodzących w większości z lat 1545-1637 (głównie upamiętniają członków rodziny von Loss). W 1603 r. powstała także ambona, którą przeniesiono tutaj z kościoła w Grodowcu. Reszta wyposażenia pochodzi z XVIII w., a w większości z przebudowy w 1717 roku: dwa barokowe ołtarze (jeden bardzo ciekawy w kaplicy), malowidła na sklepieniach, a także świecznik obrotowy.